# Henryk Betto
Henryk Betto (ur. 7 listopada 1886 w Rudawce, zm. 10 października 1965 w Czyżewie) – polski duchowny rzymskokatolicki.

## Życiorys
Od 1919 do 1944 był rektorem Seminarium Duchownego w Łomży. Od 1944 do 1952 pełnił urząd proboszcza parafii św. Michała Archanioła w Łomży. Od 1952 do śmierci w 1965 był proboszczem parafii św. Apostołów Piotra i Pawła w Czyżewie, a także dziekanem czyżewskim.

## Odznaczenie
- Złoty Krzyż Zasługi (1954)[1]